# Свети Архангел Михаил (Пазарджик)
Вижте пояснителната страница за други значения на Свети Архангел Михаил.
„Свети Aрхангел Михаил“ е християнска църква в град Пазарджик, България, част от Пловдивската епархия на Българската православна църква.

## История и архитектура
Храмът е построен през 1860 г. в тогавашния най-голям християнски квартал на Татар Пазарджик – „Чиксалън“. В този район е живеело по-бедното население. Хаджи Рашко Хаджиилиев е инициатор за изграждане на храма. Заедно с Илия Костадинов, Тодор Владев и Христоско Цоков, той наема брациговските майстори Христо Боянин и Дамян Попов-Петковичин да изградят църква в квартала. Тя има архитектурата на трикорабна базилика, разделена с два реда колони. Колоните завършват с капители, украсени с растителни орнаменти.
През 1864 г. в пристройките към храма започва да функционира взаимно училище „Св. Архангел“. Първият учител е Тома Попович. След 1890 г. училището е премествно в нова сграда, а след образователната реформа от 1921 г. носи името на Георги Брегов. Средно училище „Георги Брегов“ е наследник на взаимното училище „Св. Архангел“.
Камбанарията е построена по-късно и се намира северно от храма.